# Phare de Belle Tout
 (août 2017).
Si vous disposez d'ouvrages ou d'articles de référence ou si vous connaissez des sites web de qualité traitant du thème abordé ici, merci de compléter l'article en donnant les références utiles à sa vérifiabilité et en les liant à la section « Notes et références ».
Le phare de Belle Tout est un phare désaffecté situé en haut de la falaise de Beachy Head dans le comté du Sussex de l'Est en Angleterre.
Ce phare fut géré par la Trinity House Lighthouse Service de Londres, l'organisation de l'aide maritime des côtes de l'Angleterre, jusqu'en 1899, puis il a été vendu. Il a été déplacé d'une seule pièce en 1999 pour l'empêcher de tomber à la mer à cause de l'érosion de la falaise. Il a été appelé « phare habité le plus célèbre de Grande-Bretagne » en raison de son emplacement saisissant et son utilisation pour le cinéma et la télévision.
Il est maintenant protégé en tant que « monument classé » du Royaume-Uni de Grade II depuis 1949.

## Histoire
Beachy Head a vu de nombreux naufrages au XVIIe et au début du XVIIIe siècle et une pétition pour ériger un phare a commencé vers 1691. Ces demandes ont été ignorées pendant plus de 100 ans jusqu'à ce que The Thames relate le naufrage d'un indiaman en s'écrasant sur des rochers de Beachy Head. Cette nouvelle pétition a pris de l'ampleur avec le soutien d'un capitaine de la Royal Navy et Trinity House, l'autorité officielle des phares, a accepté de s'occuper de la question. Après avoir été témoin de l'incident lui-même, John Fuller (en), député du Sussex, a utilisé son influence et une partie de sa richesse personnelle pour financer la construction du phare. Le premier phare de Belle Tout a été une structure temporaire en bois qui a commencé son service le 1er octobre 1828. La construction du phare en granit a commencé en 1829 et il est devenu opérationnel le 11 octobre 1834. Sa lumière utilisant 30 lampes à huile signifiait que le phare nécessiterait 2 gallons d'huile toutes les heures (environ 9 litres).

### Déclassement et vente
Le phare n'a pas été la réussite espérée. Deux brèches importantes ont fragilisé l'ouvrage et son remplacement fut envisagé. L'emplacement de la falaise a causé des problèmes lorsque les brumes de mer obscurcissaient la lumière, réduisant considérablement sa distance de visibilité en mer. Les navires qui naviguaient trop près des rochers ne pouvaient pas voir la lumière parce qu'elle était bloquée par le bord de la falaise. Cependant, les falaises de Beachy Head ont subi une érosion côtière intense au cours des années et la lumière en est devenue visible.

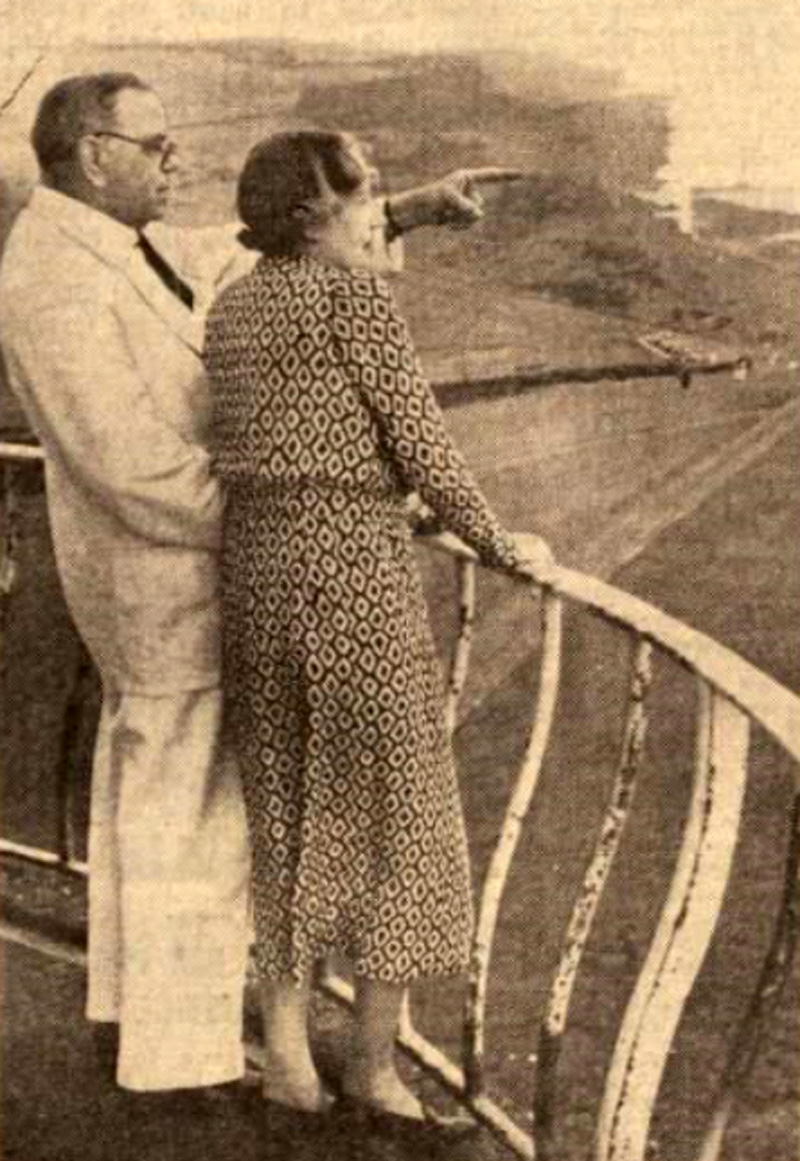
Sir James et Lady Purves-Stewart en 1938.

Le phare de Belle Tout a été en service jusqu'au 2 octobre 1902, date à laquelle un nouveau phare fut construit au pied des falaises, le phare de Beachy Head. Trinity House a vendu le bâtiment en 1903, après quoi le phare a changé plusieurs fois de propriétaires. Un des acheteurs fut Sir James Purves-Stewart, qui a construit une route d'accès et a amélioré le bâtiment.
Pendant la Seconde Guerre mondiale, le bâtiment fut laissé vide. Il a été gravement endommagé par les tirs d'artillerie canadienne, bien que le phare ne fut pas la cible. L'armée tirait sur des silhouettes de chars en bois qui montaient sur la colline le long des rails à l'Est du bâtiment. La trace de la voie ferrée est encore perceptible. Après que le conseil municipal local en soit le propriétaire en 1948, la décision a été prise pour une restauration du phare en raison de son importance historique. Les travaux de construction ont été réalisés en 1956 et le phare a été aménagé avec des équipements modernes.
En 1986, la BBC a loué le phare de Belle Tout pour le tournage de la mini-série The Life and Loves of a She-Devil (en) et un an plus tard, il a figuré dans le film James Bond Tuer n'est pas jouer. À partir de 1996, le phare a été utilisé comme une maison familiale et, en 2007, le bâtiment a été mis en vente à nouveau. Il comprend maintenant six chambres et de grands jardins fortifiés.
Le phare a été immortalisé dans la chanson Belle Tout par le groupe de rock britannique Subterraneans (en), et dans le film B Monkey mettant en vedette Asia Argento. La salle ronde en verre qui abritait jadis la lumière a été présentée sur la populaire émission de télévision de la BBC, Changing Rooms, où elle a été repensée par le designer d'intérieur Laurence Llewelyn-Bowen (en).

### Érosion côtière

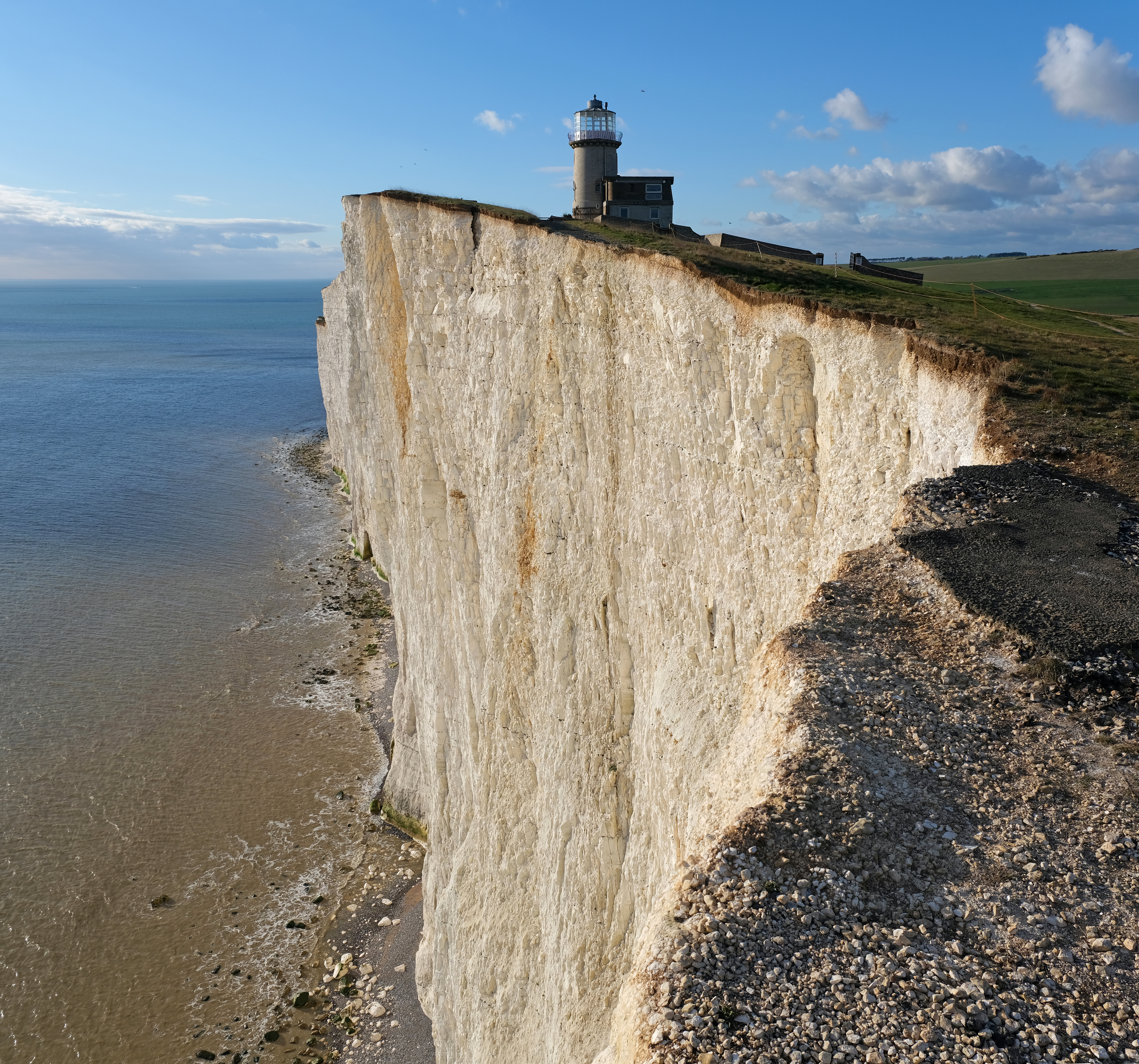
Le phare de Belle Tout, au sommet de Beachy Head.

En 1999, l'érosion des falaises menaçait les fondations du bâtiment et des mesures drastiques ont dû être prises pour l'empêcher de tomber dans la mer. Le 17 mars 1999, dans un exploit remarquable de travaux d'ingénierie, la Belle Tout a été déplacée à 17 mètres de la falaise. Le phare de 850 tonnes a été déplacé à l'aide d'un système pionnier de vérins hydrauliques qui a poussé le bâtiment le long de quatre poutres en béton armé qui ont été constamment lubrifiées avec de la graisse. Le site devrait maintenant être sécurisé pendant de nombreuses années et a été conçu pour permettre des déplacements supplémentaires au fur et à mesure de l'érosion.

### Belle Tout Lighthouse Préservation Trust
Cet organisme à but non lucratif a été créé en 2007 pour réunir les fonds nécessaires afin d'acheter le phare et l'exploiter comme une attraction touristique et comme Bed and Breakfast. L'entreprise a été mise en liquidation en mai 2008.

### Restauration et conversion en chambres d'hôtes
En janvier 2010, le phare est apparu sur Channel 5 dans un programme nommé Build a New Life in the Country. Le phare a été racheté en 2008 et transformé en chambre d'hôtes de luxe après une restauration. La route d'accès d'origine étant trop près du bord de la falaise une nouvelle route a été construite.
Identifiant : ARLHS : ENG-006 .
|                         |
| Le phare sur la falaise |

|                     |
| Phare de Belle Tout |

|                   |
| Vue de Belle Tout |

### Lien connexe
- Liste des phares en Angleterre